# Roana
Roana är en kommun i provinsen Vicenza i regionen Veneto i Italien. Kommunen hade 4 221 invånare (2018).